# Massy (Sekwana Nadmorska)
Massy – miejscowość i gmina we Francji, w regionie Normandia, w departamencie Sekwana Nadmorska.
Według danych na rok 1990 gminę zamieszkiwało 261 osób, a gęstość zaludnienia wynosiła 23 osoby/km² (wśród 1421 gmin Górnej Normandii Massy plasuje się na 646. miejscu pod względem liczby ludności, natomiast pod względem powierzchni na miejscu 277.).